# ブドウ球菌病原性遺伝子島
ブドウ球菌病原性遺伝子島あるいはSaPI(Staphylococcus aureus pathogenicity islands)とは黄色ブドウ球菌の多くの株のゲノムに存在する可動遺伝因子のファミリーの一つである。SaPIは複数のSE遺伝子およびSEI遺伝子をコードする。例えばSaPI1はsekとseqを、SaPI3はseb、sek、seqを、SaPIbov1はsec、selをコードする。異なるSaPIは異なる毒素遺伝子パターンを保有する。一方、同じ毒素遺伝子が異なるSaPIにコードされることもある。バクテリオファージのように、SaPIは非感染細胞に移入して宿主の染色体に自身を組み込まさせることができる。ただし、細菌ウイルスとは異なり、組み込まれたSaPIはヘルパーファージによる宿主への感染によって動員される（特定のSaPIは、動員に特異的なヘルパーファージを要求することもあるが、ブドウ球菌ファージ80alphaは全ての既知SaPIを動員することができるようである）。